# …And Out Come the Wolves
Albums de Rancid
Let's Go
(1994) Life Won't Wait
(1998)
 (août 2022).
Si vous disposez d'ouvrages ou d'articles de référence ou si vous connaissez des sites web de qualité traitant du thème abordé ici, merci de compléter l'article en donnant les références utiles à sa vérifiabilité et en les liant à la section « Notes et références ».
…And Out Come the Wolves est le troisième album du groupe de punk rock californien Rancid. C'est leur premier album comportant des chansons ska punk (Time Bomb, Daly City Train et Old Friend) et également leur plus vendu à ce jour. Ce disque est connu[Par qui ?] pour avoir contribué, avec des albums comme Dookie de Green Day ou Punk in Drublic de NOFX, à ramener ce style sur l'avant-scène musicale aux États-Unis durant les années 1990. Malgré sa longueur, comme son prédécesseur, il fut très bien accueilli par la critique et des morceaux comme Time Bomb ou encore Ruby Soho rencontrèrent un certain succès.
En 2007 on comptait plus d'un million de copies vendues.

## Liste des pistes
1. Maxwell Murder – 1:25
2. The 11th Hour – 2:28
3. Roots Radicals – 2:47
4. Time Bomb – 2:24
5. Olympia Wa. – 3:30
6. Lock, Step & Gone – 2:25
7. Junkie Man – 3:04
8. Listed M.I.A. – 2:22
9. Ruby Soho – 2:37
10. Daly City Train – 3:21
11. Journey to the End of the East Bay – 3:11
12. She's Automatic – 1:35
13. Old Friend – 2:53
14. Disorder and Disarray – 2:49
15. The Wars End – 1:53
16. You Don't Care Nothin' – 2:28
17. As Wicked – 2:40
18. Avenues & Alleyways – 3:11
19. The Way I Feel – 2:34